# کیگین-نی
کیگین-نی ((به ژاپنی: 慶ぎん尼 Keigin-ni); ۱ ژانویهٔ ۱۵۰۹ – ۱۴ آوریل ۱۶۰۰) یک زن اشرافی از خاندان ریوزوجی در دوره سنگوکو بود.